# Leila Rajabi
Leila Rajabi in persiano لیلا رجبی‎, nata Taccjana Iljuščanka (in bielorusso Таццяна Илюшцанка?; traslitterazione anglosassone: Tatsiana Ilyushchanka; Vicebsk, 18 aprile 1983) è un'ex pesista bielorussa naturalizzata iraniana.

## Biografia
Nata nella RSS Bielorussa, si dedica all'atletica leggera dai primi anni 2000 gareggiando per la Bielorussia. Dopo aver preso parte alle maggiori competizioni giovanili europee e mondiali, nel 2007 decide di cambiare nazionalità in seguito al matrimonio con l'atleta iraniano Peyman Rajabi, adottandone anche la religione e cambiando il proprio nome. Subito infrange il record nazionale iraniano a cui seguono numerosi riconoscimenti in ambito asiatico. Rajabi ha partecipato a due edizioni dei Giochi olimpici a Londra 2012 e a Rio de Janeiro 2016, senza però riuscire a qualificarsi per la finale.

## Palmarès
| Anno                                | Manifestazione                    | Sede           | Evento           | Risultato | Prestazione | Note |
| ----------------------------------- | --------------------------------- | -------------- | ---------------- | --------- | ----------- | ---- |
| In rappresentanza della Bielorussia |                                   |                |                  |           |             |      |
| 2002                                | Mondiali juniores                 | Kingston       | Getto del peso   | 5ª        | 16,18 m     |      |
| 2003                                | Europei under 23                  | Bydgoszcz      | Getto del peso   | 14ª       | 13,70 m     |      |
| 2005                                | Europei under 23                  | Erfurt         | Getto del peso   | 7ª        | 16,49 m     |      |
| In rappresentanza dell' Iran        |                                   |                |                  |           |             |      |
| 2009                                | Mondiali                          | Berlino        | Getto del peso   | 24ª (q)   | 16,60 m     |      |
| 2009                                | Giochi asiatici indoor            | Hanoi          | Getto del peso   | Oro       | 17,07 m     |      |
| 2009                                | Campionati asiatici               | Canton         | Getto del peso   | Bronzo    | 16,71 m     |      |
| 2010                                | Campionati asiatici indoor        | Teheran        | Getto del peso   | Oro       | 17,32 m     |      |
| 2010                                | Campionati dell'Asia occidentale  | Aleppo         | Getto del peso   | Oro       | 17,43 m     |      |
| 2010                                | Giochi asiatici                   | Canton         | Getto del peso   | 6ª        | 16,51 m     |      |
| 2011                                | Campionati asiatici               | Kōbe           | Getto del peso   | Bronzo    | 16,60 m     |      |
| 2012                                | Campionati asiatici indoor        | Hangzhou       | Getto del peso   | Argento   | 17,51 m     |      |
| 2012                                | Mondiali indoor                   | Istanbul       | Getto del peso   | 11ª (q)   | 17,29 m     |      |
| 2012                                | Campionati dell'Asia occidentale  | Dubai          | Getto del peso   | Oro       | 16,96 m     |      |
| 2012                                | Campionati dell'Asia occidentale  | Dubai          | Lancio del disco | Oro       | 41,21 m     |      |
| 2012                                | Giochi olimpici                   | Londra         | Getto del peso   | 21ª (q)   | 17,55 m     |      |
| 2013                                | Mondiali                          | Mosca          | Getto del peso   | dns       | dns         |      |
| 2013                                | Campionati asiatici               | Pune           | Getto del peso   | Argento   | 18,18 m     |      |
| 2013                                | Giochi della solidarietà islamica | Palembang      | Getto del peso   | Oro       | 17,02 m     |      |
| 2014                                | Giochi asiatici                   | Incheon        | Getto del peso   | Argento   | 17,80 m     |      |
| 2015                                | Mondiali                          | Pechino        | Getto del peso   | 18ª (q)   | 17,04 m     |      |
| 2016                                | Campionati asiatici indoor        | Doha           | Getto del peso   | 4ª        | 16,02 m     |      |
| 2016                                | Giochi olimpici                   | Rio de Janeiro | Getto del peso   | 32ª (q)   | 16,34 m     |      |